# Kärrgropspindel
Kärrgropspindel (Entelecara omissa) är en spindelart som beskrevs av O. Pickard-Cambridge 1902. Kärrgropspindel ingår i släktet Entelecara och familjen täckvävarspindlar. Enligt den svenska rödlistan är arten nära hotad i Sverige. Arten förekommer i Götaland, Öland och Svealand. Artens livsmiljö är våtmarker. Inga underarter finns listade i Catalogue of Life.